# 武田栄太郎
武田 栄太郎（たけだ えいたろう、1880年3月 - 1926年）は、日本の実業家、経営者。アメリカに移住して、農場経営者となった人物。父はアーネスト・サトウ（駐日英国公使）、弟は植物学者の武田久吉。

## 人物・経歴
1880年（明治13年）3月、父・アーネスト・サトウ（駐日英国公使）と母・武田兼の間に長男として生まれる。
1884年（明治17年）、サトウは赴任先のバンコクから日本へ休暇で来日するが、家族のために、これまでの住居である飯田橋の家（現・日本歯科大学附属病院の場所）に加えて富士見町（現・法政大学飯田橋校舎の場所）にも新たに家を設けた。
父のサトウは奥日光の中禅寺湖周辺をこよなく愛し、1896年（明治29年）には湖畔に知人であるジョサイア・コンドルの設計による別荘も設けているが、息子の栄太郎と久吉を連れても奥日光を訪れている。1898年（明治31年）の8月には、父と2人の息子は女峰山・大真名子山・男体山の3つの山を登山する「三山がけ」も行っている。
中禅寺湖の別荘では、イザベラ・バード（ビショップ夫人）との交流のほか、サトウと同じく駐日英国大使館員のジョン・F・ラウダー（サトウの駐日公使着任前に代理公使を務めていた）とも交流している。

サトウの別荘は、サトウが英国へ帰国後、英国大使館中禅寺別荘として長く使われ、現在は復元整備されて2016年からは『英国大使館別荘記念公園』になっている。
1888年（明治21年）10月に、父のサトウがロンドンのセント・ポール寺院で英国国教会の堅信礼を受け、非国教徒から英国国教徒（聖公会信徒）となった際には、日本のいる家族も続けて日本で洗礼を受けて聖公会の信徒となった。
栄太郎は、立教専修学校（現・立教大学）に入学する。その後、栄太郎は外国語学校に転校するが、その際に父のサトウは立教で校長を務めるアーサー・ロイド（立教学院総理）を訪問し、挨拶に訪れた。
サトウは家族を日本に残して長く単身で海外赴任をしたが、その際に海外から栄太郎や久吉に舶来品を贈っており、ロンドンからの品としてはチェスや競馬などのゲームセットがある。これらは、久吉夫妻の2人の娘である武田澄江と林静枝が、その他のサトウの墨書や兼と栄太郎の写真を始めとする関連資料とともに長く守ってきたが、現在は久吉の関連資料も含めて横浜開港資料館に寄贈されて保管されている。
その後、栄太郎はケンブリッジ大学へ入学するために渡英したが結核とわかり、進学を諦めて療養のため1900年（明治33年）にアメリカへ渡り、コロラド州ラサル（LaSalle）へ移住する。永住して牧場を経営するとともに、農業にも従事し、Alfred T. Satowを名乗り現地の女性と結婚、テンサイの生産者としても暮らした。
栄太郎は病のため生涯同地を離れることはなかったが、1906年（明治39年）に日本訪問を終えて英国に戻る途中にアメリカに立ち寄った父親と再会している。
栄太郎が永住先のアメリカで亡くなったため、武田家は次男の久吉が継ぐこととなった。

## 親族
- 父：アーネスト・サトウ - イギリスの外交官、駐日英国公使、通訳
- 母：武田兼
- 弟：武田久吉 - 植物学者、登山家